# 국제 이주자의 날

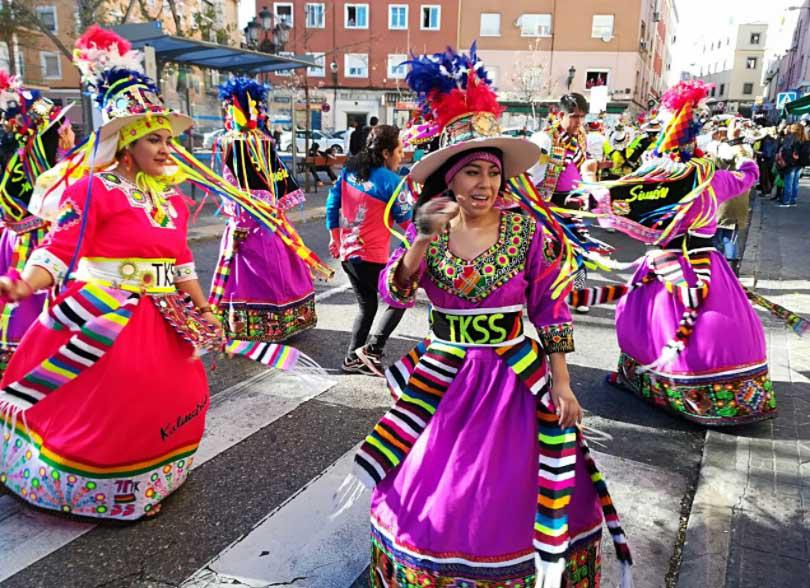

국제 이주자의 날(International Migrants Day)은 세계 이주자의 권리를 보호하기 위해 제정한 날로, 날짜는 12월 18일이다.
1990년 12월 18일 총회는 모든 이주 노동자와 그 가족의 권리 보호에 관한 국제 협약에 관한 결의안을 채택했다.
매년 12월 18일, 유엔은 유엔 관련 기관인 국제이주기구(IOM)를 통해 국제 이주자의 날로 말미암아 4,100만 명 이상의 국내 실향민을 포함하여 약 2억 7,200만 명의 이주민의 기여를 강조한다.
국제이주기구의 약 500개 국가 사무소 및 지부와 정부, 국제 및 국내 시민 사회 파트너가 조직한 행사의 지원을 받는 이 글로벌 행사는 광범위한 이주 주제, 사회적 결속, 존엄성, 착취, 연대를 검토하여 이주를 옹호한다.

## 같이 보기
- 세계 난민의 날